# Sachia Vickery
Sachia Vickery (født 11. maj 1995 i Miramar, Florida, USA) er en professionel tennisspiller fra USA.